# XX століття до н. е.

## Правителі
- Фараони Єгипту Ментухотеп III, Ментухотеп IV, Аменемхет I, Сенусерт I, Аменемхет II (точні дати правління спірні) .
- Царі Ісина Ішбі-Ерра (2017 — 1985), Шуілішу (1985  — 1975), Іддін-Даган (1974 — 1954), Ишме-Даган (1954 — 1935), Ліпіт-Іштар (1935 — 1924), Ур-Нінурта (1924 −1896).
- Царі Ларс Еміціум (2005 — 1977), Саміум (1977 — 1942), Забайя (1942 — 1933), Гунгунум (1932 — 1906), Абісаріхі (1905 −1895).
- Царі Елама Хутрантемпті, Кіндатту, Ідатту I, Тан-Рухартер, Ідатту II (точні дати невідомі).
- Правителі Ашшура Пузур-Ашшур I, Шаллім-аххе, Ілушума (точні дати невідомі).
- Царі Ся Юй, Ці, Тай Кан, Чжун Кан (існування спірно).

## Єгипет
- Засновано місто Кава (Гематон) у Єгипті;
- Початок будівництва храмового комплексу Карнак;
- Розписи гробниць у Бені-Хасані (Єгипет);
- 2064–1986 до н. е. — Династичні війни у Єгипті.
- 1991 до н. е. — Єгипет: Кінець Одинадцятої династії, початок Дванадцятою династії.
- 1913–1903 до н. е. — Війна між Єгиптом і Нубіею.
- 1980–1801 (бл. 2000-бл. 1790) — 12-а династія у Єгипті.
- 1980–1951 (1991–1962 або 2000–1970) — Фараон Аменемхет I. Підстава фортеці Іттауі — нової столиці неподалік від Мемфіса. Похід на Ефіопію. Ослаблення влади номархів.
- 1951 — Аменемхет убитий придворними євнухами. Вельможа Синухета біжить до Сирії.
- 1951–1916 (1962–1928) — Фараон Сенусерт I, син Аменемхета I. Співправитель батька з 1960 (1969). Повернення Синухета в Єгипет. Похід Сенусерта на Ефіопію. Будівництво фортець в Ефіопії. Посилає намісників в Палестину і Сирію. Війна з лівійцями.
- 1916–1886 — Фараон Аменемхет II.

## Месопотамія і Сирія
- Перші відомості про місто Халеб, центрі держави Ямхад;
- У Ешнунни складений Законник Білалами;
- Записані закони Ісина;
- 1932 до н. е. — Амореї захоплюють Ур.
- Близько 1900 до н. е. — Падіння останньої династії Шумера.
- Близько 2000 — Вторгнення амореїв у Фінікію.
- Аморейскі царства у Дворіччі. Царство зі столицею в Ісин (Аккад) і Ларсі (Шумер). Держави Ешнунни (аморейска) і Марі. Ісин і Ларса ведуть постійну боротьбу.
- Початок століття — Збірник законів царя Ешнунни Білалами.
- Перша половина століття — Правитель Ашшура Шалімахум.
- Друга половина століття — П'ятий цар династії Ісин Ліпіт-Іштар. Повстання амореїв. Його придушення Урнінуртою, наступником Ліпітіштара.
- Близько 1945 — Ілушума, ішшаккума Ашшура. Захоплення районів на Нижньому Тигрі і в інших місцях Дворіччя. Підпорядкування Месопотамії.
- Близько 1920 — Правитель Ашшура Ерішум I, син Ілушуми. Будівництво храму Ашшура і храму Адада.

## Інші регіони
- XX–VIII століття — Бронзова доба у Європі.
- Близько 2000 — Поява кельтів у Європі.
- Близько 2000 — Зведення мегалітів у Карнаці (Франція).
- Близько 2000 — Міграція «людей Белл-Бікер» з Іспанії та Португалії до Німеччини.
- 1900 до н. е. — Вторгнення ахейців у Грецію.
- Близько 2000 — бл. 1450 — Розквіт критської цивілізації.
- Близько 2000 — Будівництво палацового комплексу у Кноссі.
- XX–XVIII століття — Фестський палац є центром Криту.
- Екологічні зміни і занепад культури Хараппи.
- Перші глоси у Китаї;
- Близько 2000–1850 — культура Луншань у Північному Китаї. Швидко поширилася до південного узбережжя.
- 1994–1766 (2205–1766/83) — Традиційні дати правління династії Ся у Китаї. Засновник Юй. Заснована членами клану Сі, нащадками Ю. Китайці відтіснили жунів і ді у гори, степи і південні джунглі.
- Близько 2000 — Заселення меланезійців Соломонових островів.

## Важливі персони
- Ліпіт-Іштар — цар Ісин.

## Відкриття
- 1950 до н. е. — The copper bar cubit of Nippur defines the Sumeria n cubit as 51.72 см.